# Central Park (stade)
Pour les articles homonymes, voir Central Park (homonymie).
Le Central Park est un stade multifonction construit en 1917 et situé à Cowdenbeath.
D'une capacité de 4 309 places dont 1 662 assises il accueille les matches à domicile du Cowdenbeath FC, club écossais, membre de la Scottish Professional Football League, ainsi que des courses de stock-car.

## Histoire
Le Central Park a été construit en 1917 et a accueilli à partir de cette date les matches du Cowdenbeath FC, qui jouait jusqu'alors au North End Park.
La tribune principale a été construite en 1921 et les éclairages nocturnes ont été installés en 1968. Ils ont été utilisés pour la première fois lors d'un match contre le Celtic. 
Le Central Park accueillait régulièrement des compétitions de courses de lévriers et de speedway avant de se spécialiser, à partir des années 1970, dans des compétitions de stock-car, y accueillant à quatre occasions des courses comptant pour le championnat du monde. Cette particularité implique qu'une piste de course sépare le terrain des tribunes, ce qui fait que les spectateurs se trouvent assez éloignés du terrain.
Un incendie a brûlé la moitié de la tribune principale en 1992, la moitié restante et réhabilitée est appelée Tribune Ouest (West Stand) ou Ancienne tribune (Old Stand). Une nouvelle tribune, appelée tribune Alex Menzies (en), du nom d'un joueur mythique du club, a été inauguré en mars 1995, amenant le nombre de places assises à 1 662. 

## Affluences
Le record d'affluence date du 21 septembre 1949 pour un match de Coupe de la ligue entre Cowdenbeath FC et les Rangers, avec 25 586 spectateurs.
Les moyennes de spectateurs des dernières saisons sont : 
- 2014-2015 : 1 574 (Championship League)
- 2013-2014 : 623 (Championship League)
- 2012-2013 : 791 (Division One)

## Transports
Le stade est situé à 5 minutes à pied de la gare la plus proche, la gare de Cowdenbeath (en). L'autoroute M90 (en) passe à proximité du stade, tout comme l'A92 (en).